# Snamenski-Insel
Die Snamenski-Insel (russisch Остров Знаменского Ostrow Snamenskowo) ist eine hoch aufragende, nahezu kreisrunde und eisbedeckte Insel von etwa 4 km Durchmesser vor der Oates-Küste des ostantarktischen Viktorialands. Sie liegt in der Rennick Bay nördlich der Mündung des Rennick-Gletschers. 
Sie wurde grob von Teilnehmern der Sowjetischen Antarktisexpedition (1957–1958) kartiert und nach dem Hydrografen Konstantin Iwanowitsch Snamenski (1903–1941) benannt.